# آبی خنک
آبی خنک (به انگلیسی: Cool Blue) یک فیلم کمدی رمانتیک آمریکایی به کارگردانی مارک مولین و ریچارد شپارد محصول سال ۱۹۹۰ با بازی وودی هرلسون، هانک آزاریا، الی پوژه و شان پن است. این فیلم توسط (ام پی آ) رتبه آر را دریافت کرد.